# Далецький Юрій Львович
Далецький Юрій Львович (16 грудня 1926, Чернігів — 12 грудня 1997) — математик, академік АН України.
Видатний вчений-математик, заслужений діяч науки і техніки України, доктор фізико-математичних наук, професор Навчально-наукового комплексу «Інститут прикладного системного аналізу».

## Освіта та діяльність
В 1946 році вступив на механіко-математичний факультет Київського університету, який закінчив в 1951 році. У 1962 році отримав ступінь доктора фізико-математичних наук у Московському Державному університеті. Після закінчення університету в 1951 році Ю. Л. Далецький став асистентом Київського політехнічного інституту, а з 1964 року — професором. Протягом 46 років Юрій Львович був пов'язаний з КПІ.

## Наукова діяльність
Автор 180 статей і книг. У 1957 році Ю. Л. Далецький почав вивчати зв'язки між операторними еволюційними рівняннями і функціональними інтегралами. Отримані результати ввійшли в його піонерську статтю, що стала основою його докторської дисертації.
Далецький і його учні узагальнили мультиплікативне подання, еволюційного оператора лінійних диференціальних рівнянь поширивши його на випадок нелінійних рівнянь і застосували його до функціонального інтегралам у просторі розгалужених траєкторій.
Важливим внеском Ю. Л. Далецького в розвиток теорії міри було визначення квазіміри в нескінченному просторі. В 60-х роках Далецький почав розвивати новий напрямок теорію стохастичних рівнянь на нескінченновимірних гладких многовидах, джерелами якої послужили теорія нескінченновимірних стохастичних рівнянь і геометрія Рімана.
В 80-х й 90-х роках Ю. Л. Далецький продовжував дослідження мір на нескінченновимірних многовидах. Їм був виявлений взаємозв'язок між логарифмічною похідної гладкої міри й розширеним стохастичним інтегралом.

## Педагогічна діяльність
Ю. Л. Далецький ділився своїми знаннями зі студентами, учнями, співробітниками, а також з усією математичною спільнотою. Його лекції завжди були емоційними та неординарними. Вони демонстрували проблеми в дослідженнях і вказували шляхи їхнього розв'язання.
Юрій Львович не тільки займався навчанням студентів і аспірантів. Він виховав ціле покоління викладачів, поставив на новий рівень викладання багатьох математичних курсів у Київському політехнічному інституті. Ю. Л. Далецький був керівником 30 кандидатських і консультантом 8 докторських дисертацій, членом редакційної колегії журналу «Methods of Functional Analysis Topology», починаючи з першого випуску (1995).